# IC 1444
IC 1444 ist eine elliptische Galaxie vom Hubble-Typ E im Sternbild Pegasus am Nordsternhimmel. Sie ist schätzungsweise 387 Millionen Lichtjahre von der Milchstraße entfernt,
Das Objekt wurde am 1. August 1892 von Stéphane Javelle entdeckt.